# Aknada
Aknada (Акнада) est un village du centre du Daghestan en fédération de Russie qui dépend du raïon de Kiziliourt.

## Géographie
Aknada se trouve à 19 kilomètres au nord de la ville de Kiziliourt à la limite du raïon de Khassaviourt.

## Historique
Le village a été fondé en 1957, lorsque les villageois avars de Dychné-Vedeno ont été transférés ici, après que les familles tchétchènes furent revenues à Dychné-Vedeno de retour de leur déportation au Kazakhstan.

## Population
Ce village a la particularité d'être mono-ethnique avec une population de 4 014 Avars, selon le recensement de 2010.